# Time 100

Logo di TIME100

Time 100 è la lista delle 100 persone più influenti di ogni anno, redatta dalla rivista statunitense Time, con il contributo della sua comunità globale rappresenta un riconoscimento prestigioso che celebra chi ha cambiato il corso della storia recente. Lo scopo è identificare persone che hanno effettivamente trasformato il mondo, sia in positivo che in negativo, grazie al loro potere, influenza sugli eventi o esempio morale.

## Storia

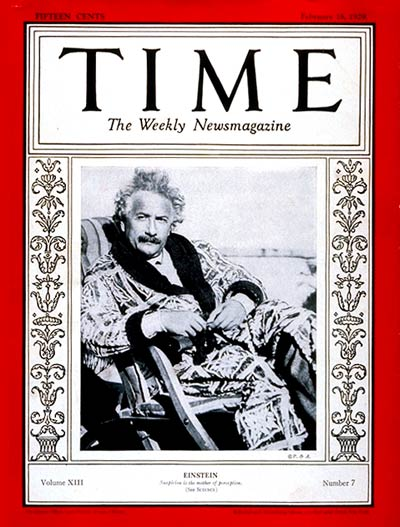
Albert Einstein fu nominato persona più influente del XX secolo.

L'iniziativa nacque a margine di una cena tenuta al Kennedy Center di Washington il 1º febbraio 1998, a cui erano presenti il giornalista della CBS Dan Rather, la storica Doris Kearns Goodwin, l'ex-Governatore di New York Mario Cuomo, l'allora professoressa della Stanford University Condoleezza Rice, lo scrittore e saggista neocon Irving Kristol ed il caporedattore di TIME Walter Isaacson.
La prima lista fu pubblicata nel 1999, quando TIME pubblicò la lista delle 100 persone più influenti del XX secolo, lista che comprendeva anche alcuni italiani: Enrico Fermi (il quale tra l'altro scelse comunque di lasciare l'Italia in seguito alle persecuzioni razziali diventando cittadino statunitense a tutti gli effetti) e Lucky Luciano.
In seguito al successo dell'iniziativa, 5 anni dopo, nel 2004 si decise di pubblicarla con riferimento all'anno appena trascorso.
Le categorie previste sono cinque: Leader e Rivoluzionari (Leaders & Revolutionaries); Costruttori e Titani (Builders & Titans); Artisti e Intrattenitori (Artists & Entertainers); Scienziati e Pensatori (Scientists & Thinkers); Eroi e Icone (Heroes & Icons). Per ogni categoria, vengono selezionate le 20 persone (o gruppi di persone) più influenti, per un totale di 100 persone. Per "influente", si intende una persona che abbia effettivamente cambiato il mondo - sia in meglio che in peggio.

### Italiani in lista
Il primo italiano a essere inserito nella Time 100 fu il genovese Renzo Piano, nel 2006, incluso anche nei primi 10 della categoria Artists & Entertainers. Nel 2011 fu inserito il manager abruzzese Sergio Marchionne e nel 2013 furono inseriti nella classifica il governatore della Banca centrale europea Mario Draghi e il calciatore Mario Balotelli. Nel 2016 furono inseriti lo stilista Riccardo Tisci e la scrittrice Elena Ferrante. Nel 2018 fu inserita l'astrofisica Marica Branchesi, mentre nel 2019 è stata la volta del politico Matteo Salvini e nel 2024 della Presidente del Consiglio Giorgia Meloni.

## Maggiori apparizioni

### 13
- Xi Jinping (2009, 2011, 2012, 2013, 2014, 2015, 2016, 2017, 2018, 2019, 2020, 2021, 2022)

### 11
- Barack Obama (2005, 2007, 2008, 2009, 2010, 2011, 2012, 2013, 2014, 2015, 2016)
- Oprah Winfrey (XX secolo, 2004, 2005, 2006, 2007, 2008, 2009, 2010, 2011, 2018, 2022)

### 10
- Hillary Clinton (2004, 2006, 2007, 2008, 2009, 2011, 2012, 2014, 2015, 2016)

### 9
- Angela Merkel (2006, 2007, 2009, 2011, 2012, 2014, 2015, 2016, 2020)

### 8
- Kim Jong-un (2011, 2012, 2013, 2014, 2015, 2016, 2017, 2018)

### 7
- Vladimir Putin (2004, 2008, 2014, 2015, 2016, 2017, 2022)

### 6
- Joe Biden (2011, 2013, 2020, 2021, 2022, 2023)
- Papa Francesco (2013, 2014, 2015, 2016, 2017, 2019)
- Donald Trump (2016, 2017, 2018, 2019, 2020, 2021)

### 5
- Jeff Bezos (2008, 2009, 2014, 2017, 2018)
- Tim Cook (2012, 2015, 2016, 2021, 2022)
- Steve Jobs (2004, 2005, 2007, 2008, 2010)
- Christine Lagarde (2009, 2010, 2012, 2016, 2022)
- Narendra Modi (2014, 2015, 2017, 2020, 2021)
- Elon Musk (2010, 2013, 2018, 2021, 2023)
- Aung San Suu Kyi (2004, 2008, 2011, 2013, 2016)
- Nancy Pelosi (2007, 2010, 2018, 2019, 2020)

### 4
- George W. Bush (2004, 2005, 2006, 2008)
- Bill Clinton (2004, 2005, 2006, 2010)
- George Clooney (2006, 2007, 2008, 2009)
- Jamie Dimon (2006, 2008, 2009, 2011)
- Recep Tayyip Erdoğan (2004, 2010, 2016, 2017)
- Bill Gates (2000, 2004, 2005, 2006)
- Hu Jintao (2004, 2005, 2007, 2008)
- LeBron James (2005, 2013, 2017, 2019)
- Benjamin Netanyahu (2011, 2012, 2015, 2019)
- Michelle Obama (2009, 2011, 2013, 2019)
- Condoleezza Rice (2004, 2005, 2006, 2007)
- Elizabeth Warren (2009, 2010, 2015, 2017)
- Janet Yellen (2014, 2015, 2017, 2023)
- Mark Zuckerberg (2008, 2011, 2016, 2019)

## Time100 Next
Dal 2019 Time ha pubblicato una seconda classifica per onorare le 100 persone delle nuove generazioni che stanno plasmando il futuro di vari settori denominata Time 100 Next.